# Пророк (стихотворение)
«Проро́к» — стихотворение Александра Сергеевича Пушкина. Первая публикация этого стихотворения состоялась в «Московском вестнике» (№ 3) за 1828 год. Предположительно, стихотворение первоначально представляло собою часть цикла из четырёх стихотворений, под заглавием «Пророк». По свидетельству М. П. Погодина «Должны быть четыре стихотворения, первое только напечатано (Духовной жаждою томим etc.)». Остальные три стихотворения до нас не дошли.

## Создание и тема стихотворения
Написание «Пророка» относится, вероятно, к лету 1826 года.
М. О. Гершензон отмечает: «Мицкевич несомненно был прав, когда назвал „Пророка“ Пушкин  его автобиографическим признанием. Недаром в „Пророке“ рассказ ведется от первого лица; Пушкин никогда не обманывал. Очевидно, в жизни Пушкина был такой опыт внезапного преображения».
С. Булгаков писал: «В зависимости от того, как мы уразумеваем Пророка, мы понимаем и всего Пушкина. Если это есть только эстетическая выдумка, одна из тем, которых ищут литераторы, тогда нет великого Пушкина, и нам нечего ныне праздновать. <…> Таких строк нельзя сочинить, или взять в качестве литературной темы, переложения, да это и не есть переложение. Для пушкинского Пророка нет прямого оригинала в Библии. <…> Однако, и здесь мы имеем некое обрезание сердца, Божие призвание к пророческому служению. Тот, кому дано было сказать эти слова о Пророке, и сам ими призван был к пророческому служению». Эту точку зрения оспаривал Владислав Ходасевич, писавший: «Пушкин всегда конкретен и реален. Он никогда не прибегает к аллегориям. Его пророк есть именно пророк, каких видим в Библии».
«Срединная» точка зрения состоит в восприятии «Пророка» не в качестве свидетельства глубоких религиозно-мистических переживаний самого поэта, но и не как просто талантливой стилизации под одну из религиозных книг: Библию или Коран, а в качестве духовного идеала, открывшегося поэту в момент, когда жизнь и история поставили его перед необходимостью выбора жизненного предназначения. Такая точка зрения на внерелигиозный характер пушкинского пророка согласуется и с позицией Владимира Соловьёва.
Тот утверждал, что «Пророк» воплощает в себе «идеальный образ истинного поэта в его сущности и высшем призвании». Это произведение является хронологически первым в ряду пушкинских стихотворений, в которых Пушкин «открывает нам свои мысли или свои внутренние опыты относительно существенного характера и значения поэзии, художественного гения вообще и настоящего призвания поэта. Эти произведения — неодинакового характера и неравного художественного достоинства — внутренне связаны между собою и представляют в сущности лишь вариации одной главной темы». Это стихотворения «Поэт» («Пока не требует поэта к священной жертве Аполлон…»), «Эхо» («Ревёт ли зверь в лесу глухом…»), «Поэту» («Поэт, не дорожи любовию народной…»), «Чернь», «Памятник»; к этому же ряду примыкает «Моцарт и Сальери». «Пророк» перекликается и с написанными ранее «Подражаниями Корану». Далее Соловьёв приходит к выводу, что пушкинский Пророк «есть чистый носитель того безусловного идеального существа поэзии, которое было присуще всякому истинному поэту, и прежде всего самому Пушкину в зрелую эпоху его творчества и в лучшие минуты его вдохновения».

### Интертекстуальность
Очевидна тематическая соотнесённость «Пророка» с Книгой пророка Исайи, в особенности с шестой главой, а также с Кораном. На генезис поэтического текста повлияла лирика Г. Р. Державина, особенно прецедентным в этом отношении является текст оды «Властителям и судьям». На идейное содержание «Пророка» некоторое влияние оказала лирика декабристов; в качестве примера можно отметить стихотворение Ф. Н. Глинки «Призвание Исайи», а также стихотворение В. К. Кюхельбекера «Пророчество». Обращает на себя внимание монологичность стихотворения, в котором посредством торжественного ораторского стиля передаётся напряжённая драматичность универсального действия преображения.